# Герб Лоцманської Кам'янки
Герб Лоцманської Кам'янки — один з офіційних символів району Лоцманська Кам'янка Соборного району Дніпра, затверджений 22 квітня 2000 р. рішенням сесії Соборної районної ради.

## Опис
На лазуровому полі постать запорізького козака з золотим лоцманським веслом в руці, яка оточена дев'ятьма срібними трикутниками у вигляді облямівки.

## Значення символів
У сюжеті герба втілено ідею відображення історичних та природних особливостей Лоцманської Кам'янки. Постать козака з лоцманським веслом відображає історичне минуле селища, яке виникло на території Запорізької Січі як козацьке поселення, мешканці якого вичерпно знали лоцманську справу і здійснювали проведення суден через дніпровські пороги.
Лазуровий колір гербового щита уособлює Дніпро, на березі якого розташоване селище, а дев'ять срібних трикутників — дев'ять дніпровських порогів, через які козацькі лоцмани мали проводити судна.
Автор — О. Ю. Потап.